# Colombiers, Hérault
Colombiers är en kommun i departementet Hérault i regionen Occitanien i södra Frankrike. Kommunen ligger i kantonen Béziers 3e Canton som tillhör arrondissementet Béziers. År 2022 hade Colombiers 2 755 invånare.

## Befolkningsutveckling
Antalet invånare i kommunen Colombiers
Referens:INSEE